# Чепеленко, Ксения Олеговна
Ксения Олеговна Чепеленко (род. 5 октября 1981, Саратов) — российский социолог, кандидат социологических наук (2008 г.), искусствовед, доктор искусствоведения (2017), магистр психолого — педагогического образования (2018). Специалист в области социологии искусства, теории и истории искусства.

## Биография
Родилась в Саратове в 1981 г.
Окончила музыкальную (1996 г.) и художественную школы (1996 г.). После окончания Саратовского училища искусств в 2000 г. поступила в Саратовскую Государственную консерваторию им Л. В. Собинова (специальность — музыковедение). В консерваторские годы увлечение театром связано с творчеством режиссёра А. И. Дзекуна. Собран уникальный архив видео материалов, фото, публикаций.
Музыковедческая дипломная работа посвящена оригинальной проблематике «Musica sacra сценических интерпретаций И. А. Дзекуна» (90 -е гг).
В 2005 году окончила Саратовскую государственную консерваторию им. Л. В. Собинова по специальностям «музыковед» и «преподаватель» и поступила в аспирантуру СГТУ.
В 2008 году защитила кандидатскую диссертацию на тему «Социокультурные особенности аудитории современного провинциального театра» на соискание учёной степени кандидата социологических наук. Учёная степень кандидата наук присвоена 20.10.2008.
В 2009 году работала приглашённым лектором в ИДПО СГУ.
С 2011 года по 2016 работала в СГМУ имени В. И. Разумовского.
В 2017 году защитила докторскую диссертацию на тему «Автор в контексте пространства искусства: на примере творческих стратегий современных отечественных композиторов» на соискание учёной степени доктора искусствоведения. Учёная степень доктора наук присвоена 17.04.2018.
В 2018 году окончила магистратуру в Саратовском национальном исследовательском государственном университете имени Н. Г. Чернышевского. Степень магистра по направлению психолого-педагогическое образование присвоена 30.01.2018.
С 2016 по 2018 работала на кафедре КИБ ИРБиС СГТУ имени Гагарина Ю. А. и в СПО ИРБиС СГТУ имени Гагарина Ю. А.
С 2018 года и по настоящее время работает на кафедре КИБ СГТУ имени Гагарина Ю. А. и в СПО ППК СГТУ имени Гагарина Ю. А..

## Научно-исследовательская деятельность
Разработана авторская теоретико-эстетическая концепция, номинированная как «пространство искусства».
Созданы концептуальные основы пространственного моделирования искусства, открывающие возможность более многогранной интерпретации континуума искусства как социокультурного феномена, расширяя, таким образом, теоретические взгляды и представления о существующих на сегодняшний день морфологических концепциях искусства.
Внесен значительный вклад в развитие современной теории автора. Приоритетное направление исследований связано с концептуализацией фигуры автора в пространстве искусства. Впервые в искусствоведении творческая деятельность Homo articis интерпретируется в горизонте понятия стратегия. Теоретические разработки стратегического подхода в искусстве и образовании создают новую перспективу современных гуманитарных исследований.
Автор более 50 научных работ, включая 2 монографии.
1. ↑  Защита диссертации. Чепеленко Ксения Олеговна — Саратовский государственный технический университет имени Гагарина Ю.А. www.sstu.ru. Дата обращения: 14 февраля 2019. Архивировано из оригинала 15 февраля 2019 года.
2. ↑  Чепеленко Ксения Олеговна — Саратовский государственный технический университет имени Гагарина Ю.А. www.sstu.ru. Дата обращения: 14 февраля 2019. Архивировано из оригинала 15 февраля 2019 года.

## Основные публикации
1. Чепеленко К. О. Опыт визуально-социологической рефлексии театрального зрителя Текст] / К. О. Чепеленко // Регионология. 1/2008. С. 197—203. (0,6 печ. л.)
2. Чепеленко К. О. Топологическое пространство искусства [Текст] / К. О. Чепеленко // Вестник Саратовского государственного технического университета. — 2011. — № 2 (58). — С. 324—330. (0,6 печ. л.)
3. Чепеленко К. О. Теоретико-информационный подход в искусствознании [Текст] / К. О. Чепеленко // Вестник Саратовского государственного технического университета. — 2013. — № 3 (72). — С. 239—245. (0,6 печ. л.)
4. Чепеленко К. О. Апология авторологии в перспективе музыковедения [Текст] / К. О. Чепеленко // Вестник Кемеровского государственного университета культуры и искусств. — 2015. — № 33, ч. II. — С. 98-105. (0,7 печ. л.)
5. Чепеленко К. О. Спациоконцепция искусства [Текст] / К. О. Чепеленко // Вестник Орловского государственного университета : сб. науч. статей. Сер. : Новые гуманитарные исследования. — 2015. — № 4 (45) — С. 140—144. (0,44 печ. л.)
6. Чепеленко К. О. Авторефлексия как интенция композиторского музыковедения [Текст] / К. О. Чепеленко // Вестник Томского государственного университета. Культурология и искусствоведение. — 2016. — Вып. № 1 (21). — С. 112—118. (0,5 печ. л.)
7. Чепеленко К. О. Коммуникативно-творческие стратегии в модусе игры: на примере композиции В. Екимовского «Урок музыки в византийской школе» [Текст] / К. О. Чепеленко // Исторические, философские, политические и юридические науки, культурология и искусствоведение. Вопросы теории и практики. — Тамбов : Грамота, 2016. — № 9 (71). — С. 200—223. (0,27 печ. л.)
8. Чепеленко К. О. Композитор в пространстве автокоммуникации [Текст] / К. О. Чепеленко // Вестник Кемеровского государственного
университета культуры и искусств. — 2016. — Вып. № 35. — С. 116—121. (0,6 печ. л.)
9. Чепеленко К. О. Мнемонические элементы музыкальной авторологии [Текст] / К. О. Чепеленко // Вестник Кемеровского государственного университета культуры и искусств. — 2016. — Вып. 34. — С. 43-48. (0,49 печ. л.)
10. Чепеленко К. О. Пространственные координаты творчества [Текст] / К. О. Чепеленко // Исторические, философские, политические и юридические науки, культурология и искусствоведение. Вопросы теории и практики. — Тамбов : Грамота, 2016. — № 11(73) : в 2 ч. — Ч. 2. — С. 191—194. (0,34 печ. л.)
11. Чепеленко К. О. Пространственный тезаурус Homo musicus [Текст] / К. О. Чепеленко // Исторические, философские, политические и юридические науки, культурология и искусствоведение. Вопросы теории и практики. — Тамбов : Грамота, 2016. — № 11(73) : в 2 ч. — Ч. 1. — С. 197—199. (0,3 печ. л.)
12. Чепеленко К. О. Самоатрибутивные стратегии автора музыкального [Текст] / К. О. Чепеленко // Исторические, философские, политические и юридические науки, культурология и искусствоведение. Вопросы теории и практики. — Тамбов : Грамота, 2016. — № 10 (72). — С. 197—199. (0,3 печ. л.)
13. Чепеленко К. О. Слово композитора как авторский жест [Текст] / К. О. Чепеленко // Вестник Томского государственного университета. Культурология и искусствоведение. — 2016. — № 3 (23). — С. 157—166. (0,7 печ. л.)
14. Чепеленко К. О. Гуманизация в пространстве непрерывного образования // Непрерывная предметная подготовка в контексте педагогических инноваций. Сборник научных статей. Часть 2. Саратов, 2016. С. 215—219. (0,4 печ. л.)
15. Чепеленко К. О. К вопросу о пространственном подходе в искусстве [Текст] / К. О. Чепеленко // Вестник Томского государственного университета. Культурология и искусствоведение. — 2017. — № 25. — С. 40-44. (0,32 печ. л.)
16. Чепеленко К. О. Композитор как авторологическая фигура творческих стратегий саморепрезентаций: методологические основания [Текст] / К. О. Чепеленко. — Тамбов : Грамота, 2017. — № 4 (78). — С. 216—218. (0,28 печ. л.)
17. Чепеленко К. О. Пространство скрытых смыслов: к вопросу о пространстве в искусстве [Текст] / К. О. Чепеленко // Исторические, философские, политические и юридические науки, культурология и искусствоведение. Вопросы теории и практики. — Тамбов : Грамота, 2017. — № 3 (77) : в 2 ч. — Ч. 2. — С. 199—201. (0,3 печ. л.)
18. Чепеленко К. О. Система координат пространства искусства [Текст] / К. О. Чепеленко // Исторические, философские, политические и юридические науки, культурология и искусствоведение. Вопросы теории и
практики. — Тамбов : Грамота, 2017. — № 5 : в 2 ч. — Ч. 1. — С. 202—204. (0,3 печ. л.)

## Опубликованный альбом авторских работ
1. Венец из руты. Немного о героях Средиземья. Цифровая живопись. / К. О. Чепеленко // Отпечатано согласно предоставленным материалам в ИП Беглакова Е. С.

## Персональные выставки
К. О. Чепеленко — художник-любитель . Имеет более десятка персональных выставок, работает в различных техниках: акварель, гуашь, масло, графика, компьютерная графика.
• 1998 г. 2000 г. — Областной центр народного творчества.
• 2001 г. — Дом работников просвещения.
• 2002 г. — Фойе Большого зала СГК
• 2002 г. — Художественный музей им. А. Н. Радищева.
• 2003 г. — Музей-усадьба Н. Г. Чернышевского.
• 2006 г. — Выставочный зал СГТУ.
• 2006—2007, 2009 г. — Академический театр оперы и балета (музей им. А. Н. Радищева).
• 2009 г. — Фойе Большого зала СГК.
• 2015 г. — Музей К. С. Петрова-Водкина в г. Хвалынске (филиал художественного музея им. А. Н. Радищева).
• 2018—2019 г. — СГК.